# Kabinet-Tusk II
Het tweede kabinet van Donald Tusk was een Pools kabinet, gevormd door een coalitie van het Burgerplatform (PO) en de Poolse Volkspartij (PSL) na de parlementsverkiezingen van 2011. Het kabinet werd op 18 november 2011 door president Bronisław Komorowski aangesteld en de volgende dag door de Sejm bevestigd. Op 11 september 2014 diende de regering haar ontslag in naar aanleiding van de benoeming van premier Tusk tot voorzitter van de Europese Raad en bleef daarna nog demissionair tot 22 september. Op die dag trad het kabinet-Kopacz aan.

## Samenstelling
| Ministerie                                                 | Minister                  | Minister | Partij | Ambtsperiode                         |
| ---------------------------------------------------------- | ------------------------- | -------- | ------ | ------------------------------------ |
| Voorzitter van de Ministerraad                             | Donald Tusk               |          | PO     | 18 november 2011 - 22 september 2014 |
| Vicepremier                                                | Waldemar Pawlak           |          | PSL    | 18 november 2011 - 27 november 2012  |
| Vicepremier                                                | Janusz Piechociński       |          | PSL    | 6 december 2012 - 22 september 2014  |
| Vicepremier                                                | Jan Vincent-Rostowski     |          | PO     | 25 februari 2013 - 27 november 2013  |
| Vicepremier                                                | Elżbieta Bieńkowska       |          | PO     | 27 november 2013 - 22 september 2014 |
| Minister van Administratie en Digitalisering               | Michał Boni               |          | geen   | 18 november 2011 - 27 november 2013  |
| Minister van Administratie en Digitalisering               | Rafał Trzaskowski         |          | PO     | 3 december 2013 - 22 september 2014  |
| Minister van Arbeid en Sociale Zaken                       | Władysław Kosiniak-Kamysz |          | PSL    | 18 november 2011 - 22 september 2014 |
| Minister van Binnenlandse Zaken                            | Jacek Cichocki            |          | geen   | 18 november 2011 - 25 februari 2013  |
| Minister van Binnenlandse Zaken                            | Bartłomiej Sienkiewicz    |          | geen   | 25 februari 2013 - 22 september 2014 |
| Minister van Buitenlandse Zaken                            | Radosław Sikorski         |          | PO     | 18 november 2011 - 22 september 2014 |
| Minister van Cultuur en Nationaal Erfgoed                  | Bogdan Zdrojewski         |          | PO     | 18 november 2011 - 17 juni 2014      |
| Minister van Cultuur en Nationaal Erfgoed                  | Małgorzata Omilanowska    |          | geen   | 17 juni 2014 - 22 september 2014     |
| Minister van Defensie                                      | Tomasz Siemoniak          |          | PO     | 18 november 2011 - 22 september 2014 |
| minister van Economie                                      | Waldemar Pawlak           |          | PSL    | 18 november 2011 - 27 november 2012  |
| minister van Economie                                      | Donald Tusk (waarnemend)  |          | PO     | 27 november 2012 - 6 december 2012   |
| minister van Economie                                      | Janusz Piechociński       |          | PSL    | 6 december 2012 - 22 september 2014  |
| Minister van Financiën                                     | Jan Vincent-Rostowski     |          | PO     | 18 november 2011 - 27 november 2013  |
| Minister van Financiën                                     | Mateusz Szczurek          |          | geen   | 27 november 2013 - 22 september 2014 |
| Minister van Gezondheid                                    | Bartosz Arłukowicz        |          | PO     | 18 november 2011 - 22 september 2014 |
| Minister van Infrastructuur en Ontwikkeling                | Elżbieta Bieńkowska       |          | PO     | 27 november 2013 - 22 september 2014 |
| Minister van Justitie                                      | Jarosław Gowin            |          | PO     | 18 november 2011 - 6 mei 2013        |
| Minister van Justitie                                      | Marek Biernacki           |          | PO     | 6 mei 2013 - 22 september 2014       |
| Minister van Landbouw en Plattelandsontwikkeling           | Marek Sawicki             |          | PSL    | 18 november 2011 - 26 juli 2012      |
| Minister van Landbouw en Plattelandsontwikkeling           | Donald Tusk (waarnemend)  |          | PO     | 26 juli 2012 - 31 juli 2012          |
| Minister van Landbouw en Plattelandsontwikkeling           | Stanisław Kalemba         |          | PSL    | 31 juli 2012 - 17 maart 2014         |
| Minister van Landbouw en Plattelandsontwikkeling           | Marek Sawicki             |          | PSL    | 17 maart 2014 - 22 september 2014    |
| Minister van Milieu                                        | Marcin Korolec            |          | geen   | 18 november 2011 - 27 november 2013  |
| Minister van Milieu                                        | Maciej Grabowski          |          | geen   | 27 november 2013 - 22 september 2014 |
| Minister van Onderwijs                                     | Krystyna Szumilas         |          | PO     | 18 november 2011 - 27 november 2013  |
| Minister van Onderwijs                                     | Joanna Kluzik-Rostkowska  |          | geen   | 27 november 2013 - 22 september 2014 |
| Minister van Regionale Ontwikkeling                        | Elżbieta Bieńkowska       |          | PO     | 18 november 2011 - 27 november 2013  |
| Minister van de Schatkist                                  | Mikołaj Budzanowski       |          | geen   | 18 november 2011 - 24 april 2013     |
| Minister van de Schatkist                                  | Włodzimierz Karpiński     |          | PO     | 24 april 2013 - 22 september 2014    |
| Minister van Sport en Toerisme                             | Joanna Mucha              |          | PO     | 18 november 2011 - 27 november 2013  |
| Minister van Sport en Toerisme                             | Andrzej Biernat           |          | PO     | 27 november 2013 - 22 september 2014 |
| Minister van Verkeer, Woningbouw en Zeevaart               | Sławomir Nowak            |          | PO     | 18 november 2011 - 27 november 2013  |
| Minister van Wetenschap en Hoger Onderwijs                 | Barbara Kudrycka          |          | PO     | 18 november 2011 - 27 november 2013  |
| Minister van Wetenschap en Hoger Onderwijs                 | Lena Kolarska-Bobińska    |          | PO     | 3 december 2013 - 22 september 2014  |
| Minister zonder portefeuille, kabinetschef van de regering | Tomasz Arabski            |          | geen   | 18 november 2011 - 25 februari 2013  |
| Minister zonder portefeuille, kabinetschef van de regering | Jacek Cichocki            |          | geen   | 25 februari 2013 - 22 september 2014 |

Mazowiecki (1989-1991) ·
Bielecki (1991) ·
Olszewski (1991-1992) ·
Pawlak I (1992) ·
Suchocka (1992-1993) ·
Pawlak II (1993-1995) ·
Oleksy (1995-1996) ·
Cimoszewicz (1996-1997) ·
Buzek (1997-2001) ·
Miller (2001-2004) ·
Belka I (2004) ·
Belka II (2004-2005) ·
Marcinkiewicz (2005-2006) ·
Kaczyński (2006-2007) ·
Tusk I (2007-2011) ·
Tusk II (2011-2014) ·
Kopacz (2014-2015) ·
Szydło (2015-2017) ·
Morawiecki (2017-2019) ·
Morawiecki (2019-2023) ·
Morawiecki (2023) ·
Tusk III (2023-) ·